# Swinhoe
Swinhoe – przysiółek w Anglii, w Northumberland, w dystrykcie (unitary authority) Northumberland, w civil parish Beadnell. Leży 14,4 km od miasta Alnwick, 63,8 km od miasta Newcastle upon Tyne i 461 km od Londynu. W 1951 roku civil parish liczyła 68 mieszkańców.